# Stemma della Repubblica Ceca
Lo stemma della Repubblica Ceca (in ceco: Státní znak České republiky) rappresenta le tre regioni storiche che compongono la nazione.

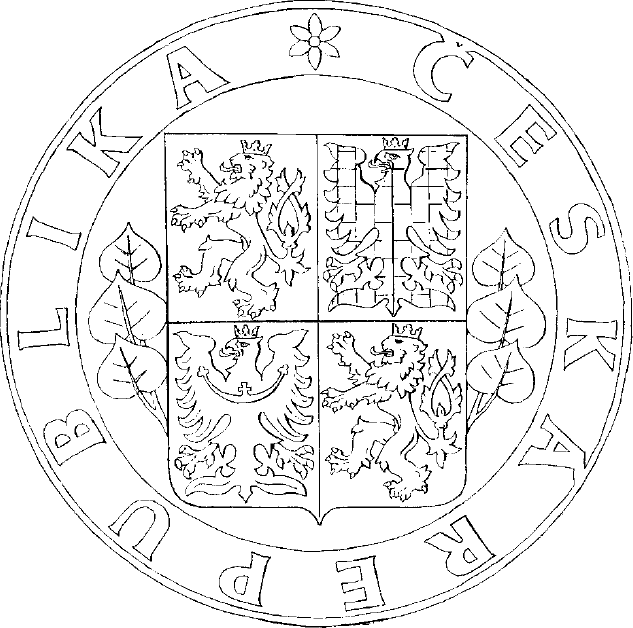
Sigillo di stato della Repubblica Ceca

Lo stemma della Boemia rappresenta un leone araldico d'argento con doppia coda su sfondo rosso; questo viene ripetuto sia in alto a sinistra, che in basso a destra. Lo stemma della Moravia è un'aquila rossa ed argento a scacchi su uno sfondo blu. Lo stemma della Slesia è un'aquila nera con un "gambo di trifoglio" sul suo petto su uno sfondo d'oro, sebbene solo una piccola parte del sud-est della regione della Slesia appartenga oggi alla Repubblica Ceca (vedi Slesia ceca).
Lo scudo è utilizzato anche come distintivo della Nazionale di hockey su ghiaccio maschile della Repubblica Ceca.